# CS Chênois Genève Handball
Der CS Chênois Genève Handball ist ein Handballclub aus Genf.

## Geschichte
Michel Bays gründete den CS Chênois im September 1968. Im Laufe der Jahre entwickelte sich der Verein zu einem Aushängeschild des Westschweizer Handballs. 1975 wurde die Frauenmannschaft gegründet. 1994 wurden die Junioren des Vereins Westschweizer Meister. 2010 bekam die Frauenmannschaft einen professionellen Trainer, Imad Yacoubi. Sie wurde 2014 Schweizer Vizemeister, spielt zurzeit in der 2. Liga und hat den Anspruch, wieder in die 1. Liga aufzusteigen. Der Verein verfügt heute über Mannschaften auf allen Juniorenstufen sowie über drei Männermannschaften und eine Frauenmannschaft.
Die erste Männermannschaft bildete 2004 zusammen mit dem HC Servette Genève eine Spielgemeinschaft unter dem Namen SG Chênois & Servette. 2007 wurde sie aufgelöst, der Club firmiert seither wie zuvor als CS Chênois oder als CS Chênois Genève oder, seit 2016, als CS Chênois Genève Handball. Der Verein konnte vier Saisons – 2006/07 und 2007/08 (durch einen Aufstieg direkt aus der 1. Liga am grünen Tisch) sowie 2021/22 und 2023/24 – in der höchsten Spielklasse spielen, sonst pendelt er seit 2002 zwischen 1. Liga und Nationalliga B. Im Schweizer Cup gelangen 1997 (Sechzehntelfinal), 2008 (Viertelfinal) und 2010 (Achtelfinal) beachtliche Erfolge. Zurzeit, in der Saison 2024/25, spielt der CS Chênois Genève Handball in der Nationalliga B.

## Spielklassen
| Saison  | Liga    |
| ------- | ------- |
| 2024/25 | NLB     |
| 2023/24 | QHL 1   |
| 2022/23 | NLB     |
| 2021/22 | QHL 1   |
| 2019/20 | NLB     |
| 2017/18 | 1. Liga |
| 2016/17 | NLB     |
| 2015/16 | 1. Liga |
| 2010/11 | NLB     |
| 2008/09 | 1. Liga |
| 2007/08 | SHL 2   |
| 2006/07 | SHL 2   |
| 2002/03 | 1. Liga |
| 1991/92 | 2. Liga |
| 1988/89 | 1. Liga |
| 1981/82 | 2. Liga |
| 1978/79 | 3. Liga |

## Aufstieg in die SHL 2006
Der Aufstieg 2006 in die damals Swiss Handball League (SHL) genannte höchste Spielklasse für die Saisons 2006/07 und 2007/08 war insofern besonders, als er am grünen Tisch und direkt von der drittklassigen 1. Liga aus zustande kam. Voraussetzung dazu war der Team-Rückzug der SG Zentralschweiz, welche die finanziellen Mittel nicht mehr aufbringen konnte, um in der SHL zu spielen. Da der BSV Stans, an welchen die SHL-Lizenz zurückging, auf diesen Platz verzichtete, musste der Verband entscheiden, wer in den Saisons 2006/07 und 2007/08 in der SHL spielt. Weil für diesen Fall keine eindeutige Regelung bestand, beispielsweise dass der Nationalliga-B-Meister diesen Platz erben würde, mussten der Zentralvorstand und die Präsidentenkonferenz der SHL-Clubs über die Vergabe dieser Lizenz bestimmen. Die Präsidentenkonferenz der SHL entschied sich mit sechs zu eins Stimmen für die SG Chênois & Servette, weil man damit den Handballsport auch in der Romandie etablieren wollte. Da es in der Saison 2006/07 aufgrund der Ligaerweiterung in der kommenden Saison von acht auf zwölf Teams keinen Absteiger gab, ging man davon aus, dass der erst in der Saison zuvor in die 1. Liga aufgestiegene und ambitionierte Verein aus Genf genügend Zeit habe, sich dem SHL-Niveau anzunähern. Am 17. März 2007 erlitt die SG Chênois & Servette gegen den Grasshopper Club Zürich mit 22:55 zwar vorerst eine neue nationale Rekordniederlage, konnte am 29. April 2007 aber immerhin ihren ersten Sieg gegen den BSV Bern erzielen. Die SG Chênois & Servette stieg am Ende der Saison 2007/08, als es erneut Absteiger gab, jedoch trotzdem wieder ab, freiwillig direkt zurück in die 1. Liga.

## Kader Saison 2024/25
| Trainer   |    |                       |      |                 |
| Spanier   |    | Juan Basmalis Gomez   |      | Cheftrainer     |
| Tor       |    |                       |      |                 |
| Franzose  | 01 | Mathieu Reuille       | 1994 | Torhüter        |
| Franzose  | 18 | Bastien Soullier      | 1998 | Torhüter        |
| Feld      |    |                       |      |                 |
| Spanier   | 02 | Lluis Morell Serrat   | 1999 | Rückraum Mitte  |
| Schweizer | 03 | Marius May            | 1999 | Rückraum Mitte  |
| Franzose  | 04 | Erwan Parville        | 1998 | Flügel links    |
| Schweizer | 06 | Lionel Karlen         | 2002 | Rückraum rechts |
| Schweizer | 08 | Christophe Steinmann  | 1994 | Flügel links    |
| Franzose  | 19 | Mehdi Kerboua         | 1996 | Kreisläufer     |
| Franzose  | 20 | Alix Saunier          | 2006 | Flügel links    |
| Franzose  | 22 | Raphaël Grondin       | 1996 | Kreisläufer     |
| Schweizer | 25 | Joël Purro            | 2002 | Flügel rechts   |
| Schweizer | 33 | Léo Poret             | 2000 | Rückraum        |
| Franzose  | 47 | Jordan Bonilauri      | 1992 | Kreisläufer     |
| Spanier   | 52 | Guillermo Ros Arribas | 1989 | Rückraum Mitte  |
| Franzose  | 66 | Stéphane Chardon      | 1989 | Flügel rechts   |
| Franzose  | 77 | Victor Pelenchenko    | 1999 | Rückraum links  |

Quelle: CS Chênois Genève Handball

## Bekannte Trainer
- Sead Hasanefendic
- Patrick Lepetit

## Sonstiges
2010 lancierte der CS Chênois zusammen mit anderen Genfer Vereinen das Projekt einer Handball-Akademie für Männer, in der die talentiertesten Genfer Sportler die Chance erhalten sollten, auf das höchste Niveau des Schweizer Handballs zu gelangen. Die Akademie wird heute von der Association Genevoise de Handball (AGH) verwaltet.